# Рокка-Пріора
Рокка-Пріора (італ. Rocca Priora) — муніципалітет в Італії, у регіоні Лаціо,  метрополійне місто Рим-Столиця.
Рокка-Пріора розташована на відстані близько 27 км на південний схід від Рима.
Населення — 11 948 осіб (2014).

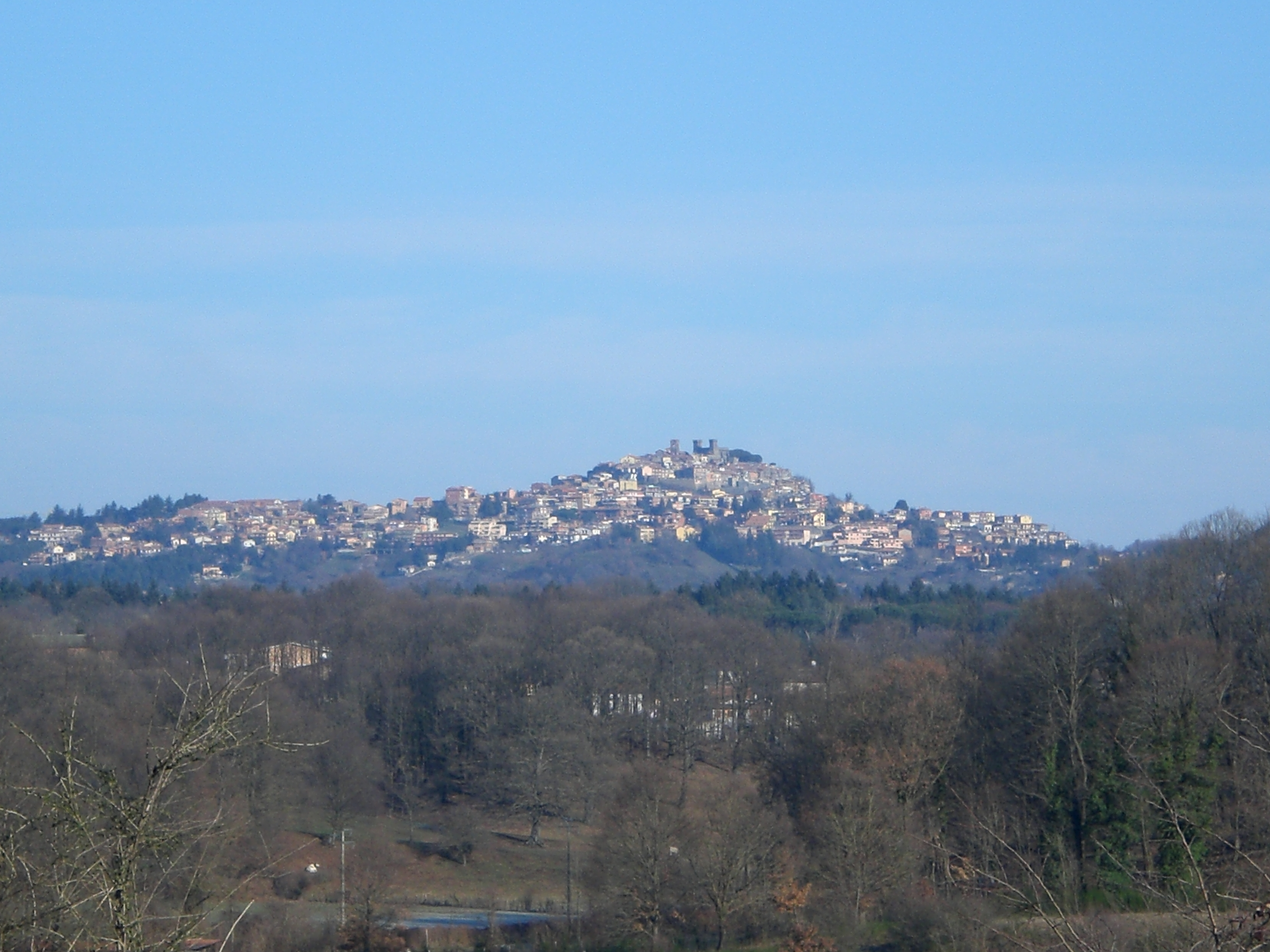

Щорічний фестиваль відбувається 16 серпня / 20 січня. Покровитель — святий Рох.

## Демографія
Населення за роками:

Станом на 1 січня 2023 року в муніципалітеті офіційно проживало 1009 іноземців з 68 країн, серед них 547 громадян країн Євросоюзу та 51 громадянин України.

## Сусідні муніципалітети
- Артена
- Ларіано
- Монте-Компатрі
- Палестрина
- Рокка-ді-Папа
- Сан-Чезарео